# Tenuipalpus mkuziensis
Tenuipalpus mkuziensis är en spindeldjursart som beskrevs av Meyer 1979. Tenuipalpus mkuziensis ingår i släktet Tenuipalpus och familjen Tenuipalpidae. Inga underarter finns listade i Catalogue of Life.